# Apisa cana
Apisa cana är en fjärilsart som beskrevs av Holland 1893. Apisa cana ingår i släktet Apisa och familjen björnspinnare. Inga underarter finns listade i Catalogue of Life.